# Chubbuck
La ville américaine de Chubbuck est située dans le comté de Bannock, dans l’État de l’Idaho.

## Démographie
| 1950 | 1960  | 1970  | 1980  | 1990  | 2000  |
| ---- | ----- | ----- | ----- | ----- | ----- |
| 120  | 1 590 | 2 924 | 7 052 | 7 791 | 9 700 |

| 2010   | - | - | - | - | - |
| ------ | - | - | - | - | - |
| 13 922 | - | - | - | - | - |

Sa population s’élevait à 13 922 habitants lors du recensement de 2010. Superficie totale : 10,88 km2 (4,20 mi2).

## Source
- (en) Cet article est partiellement ou en totalité issu de l’article de Wikipédia en anglais intitulé « Chubbuck, Idaho » (voir la liste des auteurs).